# ヴィルモシュ・バリュ
ヴィルモシュ・バリュ （Vilmos Varjú、1937年6月10日 - 1994年2月17日）は、ハンガリーの陸上競技選手。1960年代のヨーロッパの代表する男子砲丸投選手である。1964年東京オリンピックの銅メダリスト。

## 経歴
バリュは、1958年のヨーロッパ選手権ですでに16.77mで7位という実績を持っていたが、その力を発揮したのは1960年代になってからである。バリュが最初にビッグタイトルを獲得したのは1962年のヨーロッパ選手権である。この大会では、19.02mの記録で2位の選手に64cmの差をつけ勝利した。
1964年東京オリンピックでは、19.39mで、当時世界をリードしていたアメリカの2人、ダラス・ロングとランディ・マトソンに次いで銅メダルを獲得。
1966年、初めて開催されたヨーロッパ室内選手権では、19.05cmで2位に80cmの大差をつけ初代チャンピオンに輝く。さらに同年8月、地元ハンガリーのブダペストで開催されたヨーロッパ選手権では19.43mの投てきで、2位に61cmの大差をつけ大会2連覇を果たした。
2年後の1968年メキシコシティーオリンピックでは、18.86mでわずか1cm及ばず予選落ち。翌年、3連覇のかかったヨーロッパ選手権でも18.78mで7位と成績は振るわなかった。2年後の1971年のヨーロッパ選手権では19.99mでわずか5cm及ばず4位となりメダルを逃す。バリュの最後のオリンピックなった1972年ミュンヘンオリンピックでは20.10mで8位に終わっている。
バリュのハンガリー国内での成績は、1963年から10連覇を含め13回チャンピオンに輝き、17回の国内記録更新を果たしている。
バリュはこのほかにも、1962年と1966年にヨーロッパ記録を達成している。

## 自己ベスト
- 砲丸投　20.45m （1971年）

## 主な実績
| 年   | 大会               | 場所                           | 種目   | 結果 | 記録   |
| ---- | ------------------ | ------------------------------ | ------ | ---- | ------ |
| 1958 | ヨーロッパ選手権   | ストックホルム（スウェーデン） | 砲丸投 | 7位  | 16.77m |
| 1962 | ヨーロッパ選手権   | ベオグラード（ユーゴスラビア） | 砲丸投 | 1位  | 19.02m |
| 1964 | オリンピック       | 東京（日本）                   | 砲丸投 | 3位  | 19.39m |
| 1966 | ヨーロッパ室内陸上 | ドルトムント（西ドイツ）       | 砲丸投 | 1位  | 19.06m |
| 1966 | ヨーロッパ選手権   | ブダペスト（ハンガリー）       | 砲丸投 | 1位  | 19.43m |
| 1968 | オリンピック       | メキシコシティ（メキシコ）     | 砲丸投 | -    | 18.86m |
| 1969 | ヨーロッパ選手権   | アテネ（ギリシャ）             | 砲丸投 | 7位  | 18.78m |
| 1971 | ヨーロッパ選手権   | ヘルシンキ（フィンランド）     | 砲丸投 | 4位  | 19.99m |
| 1972 | オリンピック       | ミュンヘン（西ドイツ）         | 砲丸投 | 8位  | 20.10m |